# Књига пророка Захарије
Књига пророка Захарије је једна од књига Светог писма Старог завета. Тумачи се слажу да поглавља 1-8 припадају Захарији, али не и други део књиге, поглавља 9-14. Пророк Захарија је живео у VI веку пре Исуса Христа и залагао се за обнову јерусалимског Храма, националну обнову и спровођење верских прописа о ритуалној чистото.
Други део књиге је писан касније, вероватно у IV веку пре Христа. Овај други део књиге има изражен есхатолошки и месијански карактер.